# Festival des Terre-Neuvas
 (aout 2025).
Le festival des Terre-Neuvas est un festival de musique français ayant eu lieu entre 1998 et 2008 à Bobital.

## Historique
La première édition a lieu à Bobital en 1997,.
En 2004, le festival regroupe 650 bénévoles, provenant de 20 communes avoisinantes et affichaient 40 000 spectateurs au compteur.
En 2007, le festival accueille 150 000 festivaliers et 1 200 bénévoles.
Le 17 septembre 2008, le tribunal de Dinan met en liquidation l'association Festival des Terre-Neuvas, l'édition 2009 du festival ne devait donc pas avoir lieu. Cette liquidation est la conséquence de la baisse de fréquentation lors de l'édition 2008 et d'un marché parallèle de faux billets, ce qui alourdi l'endettement de l'association (1 300 000 €).
En 2010, le manque de tête d'affiches fait baisser le nombre d'entrées à 4 000 spectateurs.
En 2011, le festival passe sur deux jours, Nolwenn Leroy et Zaz y participent.
En 2012, le festival accueille Sexion d'assaut et enregistre 12 500 entrées. Le bilan financier est positif. Mais l'équipe organisatrice est à bout de souffle et démissionne.
En 2018, une édition est organisée pour fêter les dix ans du Festival de Bobital.

## Programmation
Les organisateurs misent sur l’éclectisme, voire le clinquant, pour attirer un large public.

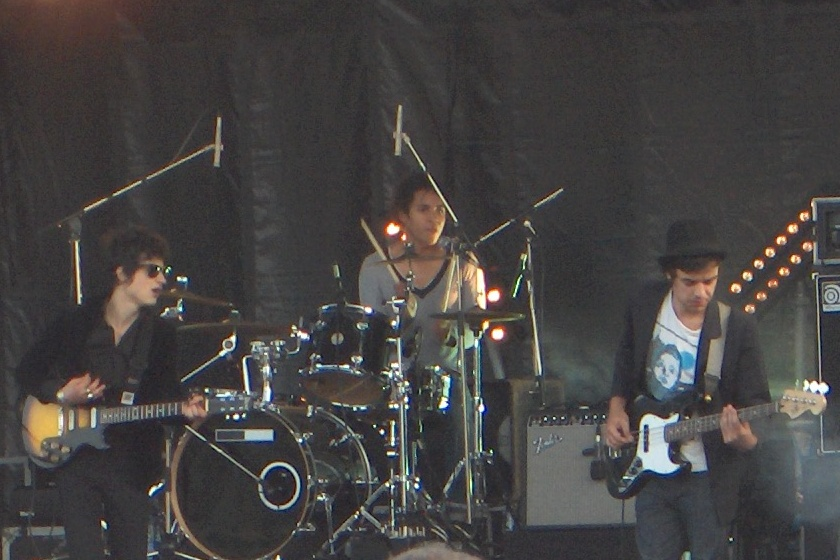
BB Brunes en 2007.

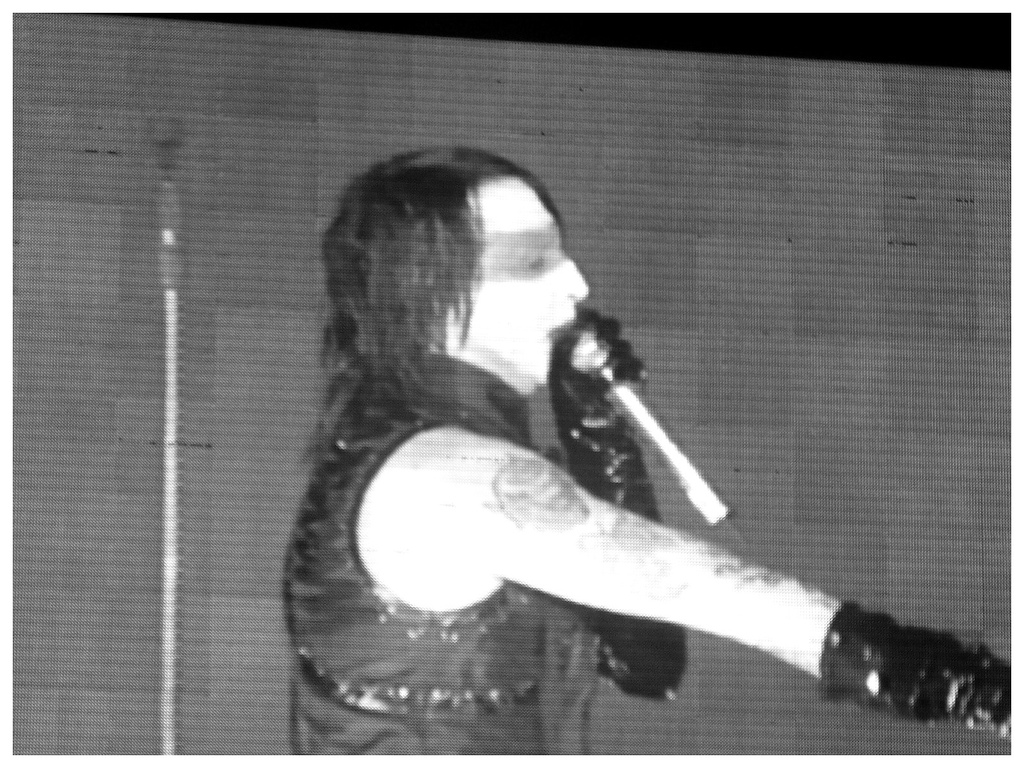
Marilyn Manson en 2007.